# Eukoenenia christiani
Eukoenenia christiani är en spindeldjursart som beskrevs av Bruno Condé 1988. Eukoenenia christiani ingår i släktet Eukoenenia och familjen Eukoeneniidae. Inga underarter finns listade i Catalogue of Life.